# Комета Созина
«Комета Созина» (англ. Sozin’s Comet) — финал американского мультсериала Nickelodeon «Аватар: Легенда об Аанге», состоящий из четырёх эпизодов (58-61). Аниматорами серий выступили Итан Сполдинг, Джанкарло Вольпе и Хоаким Дос Сантос; сценарий был написан Майклом Данте Димартино, Брайаном Кониецко и Аароном Эхаз. Несмотря на то, что финал был разделён на четыре эпизода, в день своего выхода, 19 июля 2008 года, он был показан в виде двухчасового фильма. Субботний показ включал в себя десять новых эпизодов, завершающие третий сезон сериала, а «Комета Созина» стала кульминацией и главным событием недели канала Nickelodeon. «Комету Созина» также принято считать 92-минутным телевизионным полнометражным фильмом.

## Сюжет

### Часть 1: Король Феникс
Аанг изо всех сил старается на тренировке магии огня, но Зуко им не доволен. Когда команда отдыхает и строит фигуры из песка, Зуко разрушает их и набрасывается на Аватара, чтобы испытать его. Они сражаются, и когда Аанг побеждает, Зуко рассказывает друзьям о том, что узнал на последнем военном совете. Лорд Огня Озай собирается сжечь всё дотла, когда прилетит Комета Созина. Затем он учит Аанга перенаправлять молнию и говорит, что Аватар должен будет забрать жизнь Озая прежде, чем это сделает он. Они устраивают тренировку, в которой Тоф защищает Лорда Арбуза. Команда сражается с ней, но когда Аанг добирается до лорда, то не решается убивать его. Ночью Катара показывает друзьям милую фотографию Зуко, которую нашла на кухне, но он отвечает, что это его отец. Аанг не хочет убивать его и ругается с друзьями. После Аватар уходит побыть один. Когда Аанг спит, приближается плавающий остров и манит Аватара к себе. На следующий день команда не обнаруживает Аанга и ищет его, но безуспешно. Лорд Огня Озай решает не брать с собой Азулу на вторжение в Царство Земли. Сначала она обижается и говорит ему, что он не может поступить с ней так же, как с Зуко, но он, попросив её взять себя в руки, говорит ей, что она нужна ему здесь, и объявляет её новым Лордом Огня, а сам становится Королём Фениксом, правителем всего мира. Зуко приводит друзей к Джун, чтобы запросить её помощь в поисках Аватара, а Аанг приходит в себя на том острове, не понимая, что происходит.

### Часть 2: Великие учителя
Команда уговаривает Джун помочь им. Она даёт своему зверю понюхать вещь Аанга, но тот топчется на месте. Джун отвечает, что Аанга не существует в мире. Он просыпается на острове и думает, что в мире духов, но может использовать магию, так что это не так. Зуко просит Джун найти дядю Айро и даёт его вонючий тапочек. Она приводит их к Ба-Синг-Се. Аанг связывается с Року, чтобы посоветоваться. Команду Аватара окружает орден Белого лотоса. Року говорит Аангу быть решительным, а его друзья общаются с членами Белого лотоса, которых созвал Айро. Они собираются отвести их к нему. Аанг связывается с Аватаром Киоши, и та тоже поддерживает идею убить Лорда Огня. Буми рассказывает команде, что сбежал при затмении и освободил Омашу. Аанг говорит с Аватаром Куруком, и тот рассказывает, что коварный дух Коу украл лицо его любимой, и парень не смог спасти её из-за нерешительности. Он тоже наставляет Аангу активно создавать свою судьбу. Белый лотос приводит команду Аватара в свой лагерь. Зуко идёт к дяде, боясь, что тот его не простит, и заходит в его палатку, но Айро спит.
Аанг связывается с Аватаром Янгчен, которая была воздушным кочевником, но она также говорит Аангу убить Лорда Огня Озая, отказавшись от принципов, которым его обучали монахи. Аанг понимает, что ему придётся это сделать. Утром Айро просыпается, и Зуко просит прощения за всё, что он натворил, сожалея о поступках прошлого. Дядя выслушивает племянника и затем крепко обнимает, говоря, что никогда на него не злился, а лишь волновался, что тот сбился с пути, но сейчас рад, что Зуко сам искупился. Проснувшись, Аанг видит, что остров движется. Он ныряет в воду и понимает, что это живое существо. Аанг хочет найти его лицо. Дядя Айро рассказывает, что хочет освободить Ба-Синг-Се от племени Огня, а Зуко должен будет занять трон, когда Аватар сразит Лорда Огня. Зуко и Катара отправятся сразиться с Азулой, а остальные будут противостоять флотилии. Аанг находит лицо льва-черепахи, и тот даёт ему наставление, затем возвращая на берег. Озай готовится окунуть мир в огонь, и к Земле приближается Комета Созина. Аватар собирается на своё величайшее испытание в жизни.

### Часть 3: Прямиком в Ад
Катара и Зуко летят к Азуле, а та тем временем готовится к коронации. У принцессы начинает развиваться паранойя и страх смерти, она увольняет прислужницу, которая не убрала кость из её вишни. Тоф подбрасывает себя вместе с Соккой и Суюки на воздушный шар нации Огня. Азула увольняет агентов Дай Ли, опасаясь их предательства. Сокка, Тоф и Суюки захватывают корабль и сбрасывают экипаж в воду. Ло и Ли говорят с принцессой и предлагают отложить коронацию, и тогда она увольняет одну из них. Орден Белого лотоса врывается в Ба-Синг-Се, чтобы освободить город. Азула сходит с ума, и в зеркале ей мерещится мать. Король Феникс Озай начинает сжигать всё подряд, подпитываясь силой кометы, и на его пути встаёт Аанг. Аватар уничтожает его шар, и он спрыгивает сражаться. Аанг пытается поговорить с ним, но Озай атакует. Сокка, Тоф и Суюки таранят другие корабли, но в ходе этого последняя отделяется от друзей из-за столкновения. Зуко и Катара прибывают на коронацию Азулы, прерывая её, и Зуко заявляет, что он должен занять трон. Сестра вызывает его на поединок один на один, которого она так долго ждала — Агни Кай. Он соглашается биться без помощи Катары. Озай пускает в Аанга молнию, и Аватар подчиняет её себе, но переводит в воздух, а не в короля. Зуко справляется с Азулой, спрашивая, почему она не использует молнии, и тогда принцесса решила пойти на подлость, выпустив молнию в Катару. Зуко, никак не ожидавший такого поворота событий, прикрывает собой Катару и падает от выстрела, дёргаясь в конвульсиях. Аанг на грани поражения и прячется в каменном шаре, а Озай продолжает атаковать.

### Часть 4: Аватар Аанг
Король Феникс выпускает огонь на каменный шар Аватара. Тоф разворачивает их корабль магией металла, чтобы протаранить другие. К ним поднимается маг огня, и она падает с шара. Сокка успевает зацепиться и держит Тоф. Их спасает прилетевшая на другом судне Суюки. Озай пробивает защиту Аанга, и тот ударяется раной об скалу, входя в состояние Аватара. Он даёт отпор Королю Фениксу и образует вокруг себя бурю из всех 4 стихий. Царь Буми уничтожает вражеские машины, и генерал Айро сжигает флаг своей нации у дворца Ба-Синг-Се. Аанг доминирует над Озаем, а Катара замечает, что Зуко ещё жив, но Азула не позволяет ей приблизиться к брату. Однако девушка смогла придумать план, как остановить Азулу: маг воды заманила принцессу к себе, заморозила и себя, и противника, а затем приковала заранее заготовленными цепями Азулу к решётке и разбила лёд. Далее она исцеляет Зуко и благодарит его за спасение, после чего они видят обезумевшую Азулу, которая пытается освободиться от цепей, пускает огонь изо рта и плачет из-за злости и бессилия что-либо сделать. Аватар борется с Озаем и наконец побеждает его. Он сковывает Короля Феникса в камни, но выходит из состояния Аватара, так как не собирается убивать его. Освободившись по воле Аватара, Озай бросается на Аанга, но тот снова сковывает его в каменные кандалы и отнимает его силу, вспоминая то, что ему поведал лев-черепаха. После он говорит об этом Озаю и тушит весь огонь.
К Аватару приходят друзья и обнаруживают, что Король Феникс жив. Аанг объясняет, что забрал его способность магии огня. На следующий день к Зуко приходит Мэй, и наследник престола целует свою девушку. Все собираются на его коронацию. Сокка и Катара встречаются с отцом, а также узнают, что Тай Ли присоединилась к Воинам Киоши, проведя с ними время в тюрьме. Зуко и Аанг рады, что подружились, и выходят к народу. Принц объявляет об окончании войны. Его коронуют, и он становится Лордом Огня. После церемонии он навещает отца и благодарит за изгнание, ведь именно в нём он нашёл себя. Зуко также спрашивает, где сейчас его мать. После все герои отмечают победу в чайной лавке дяди Айро в Ба-Синг-Се. Аанг выходит на балкон, и к нему подходит Катара. Они обнимаются и целуются на закате.

## Отзывы

Динамика оценок IGN к эпизодам 3 сезона мультсериала

Тори Айрленд Мелл из IGN поставил эпизодам оценку 10 из 10 и написал, что «несомненно, две величайшие битвы», которые он когда-либо видел, «это были сражение Зуко со своей сестрой и бой между Аангом и Озаем». Критик добавил, что обе они были «потрясающими». Рецензент отметил, что «Аанг чист сердцем», и порадовался, что «на экране можно видеть такого чистого и искренне доброго человека», в то время как в реальном мире «полно отморозков». Хейден Чайлдс из The A.V. Club отметил безумие Азулы в сериях и написал, что «её последний образ дикого, пойманного в ловушку зверя представляет собой аккуратный сдвиг её прежней грации». Критик посчитал, что «хотя лучшим моментом Зуко должно быть либо его извинение перед дядей Айро, либо его самопожертвование при спасении Катары, на самом деле это его битва с Азулой, окрашенная в яркие красные и синие цвета и сделанная под удивительно интенсивную музыку».
Сьюзен Стюарт из The New York Times понравилось «детское лицо Аанга» в эпизодах, и она написала, что «Комета Созина» «стала драматическим финалом для фанатов, которые следили за эпической историей мультсериала с 2005 года».
Screen Rant и Comic Book Resources включили каждую часть «Кометы Созина» в список лучших эпизодов 3 сезона мультсериала по версии IMDb, поставив финальную серию на первое место.
Хоаким Дос Сантос получил премию «Энни» в категории «Лучшая режиссура в анимационном телепроекте» за третью часть. Четвёртая часть была номинирована на Golden Reel Awards в категории «Лучший монтаж звука в анимационном телепроекте».
Эпизоды собрали 5,59 миллиона зрителей у телеэкранов США.